# Riverbank, Kalifornien
Riverbank är en stad (city) i Stanislaus County, i delstaten Kalifornien, USA. Enligt United States Census Bureau har staden en folkmängd på 22 858 invånare (2011) och en landarea på 10,6 km².